# Blajova

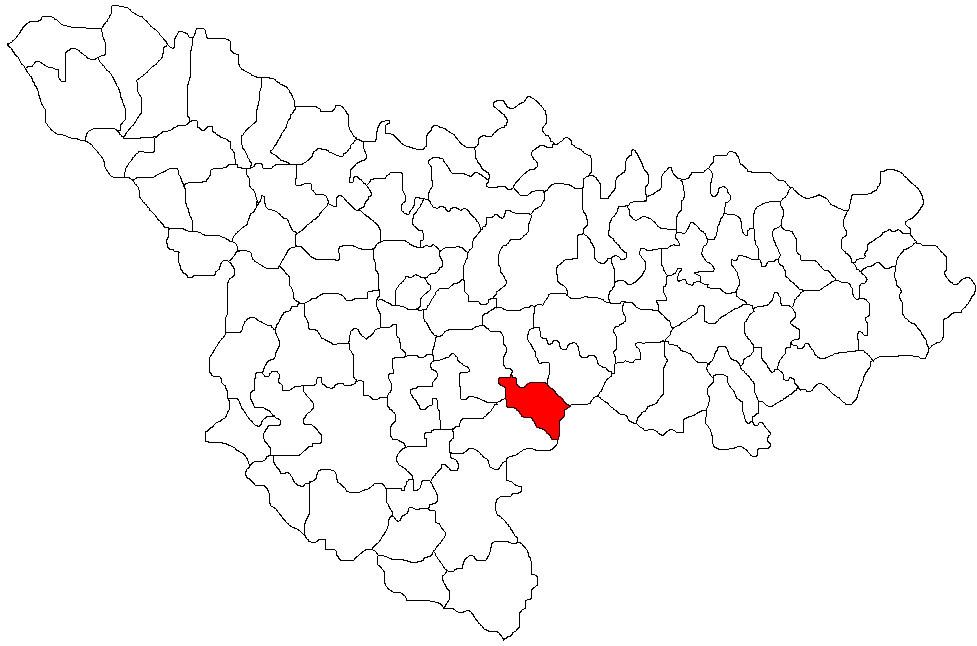
Lage der Gemeinde Nițchidorf im Kreis Timiș

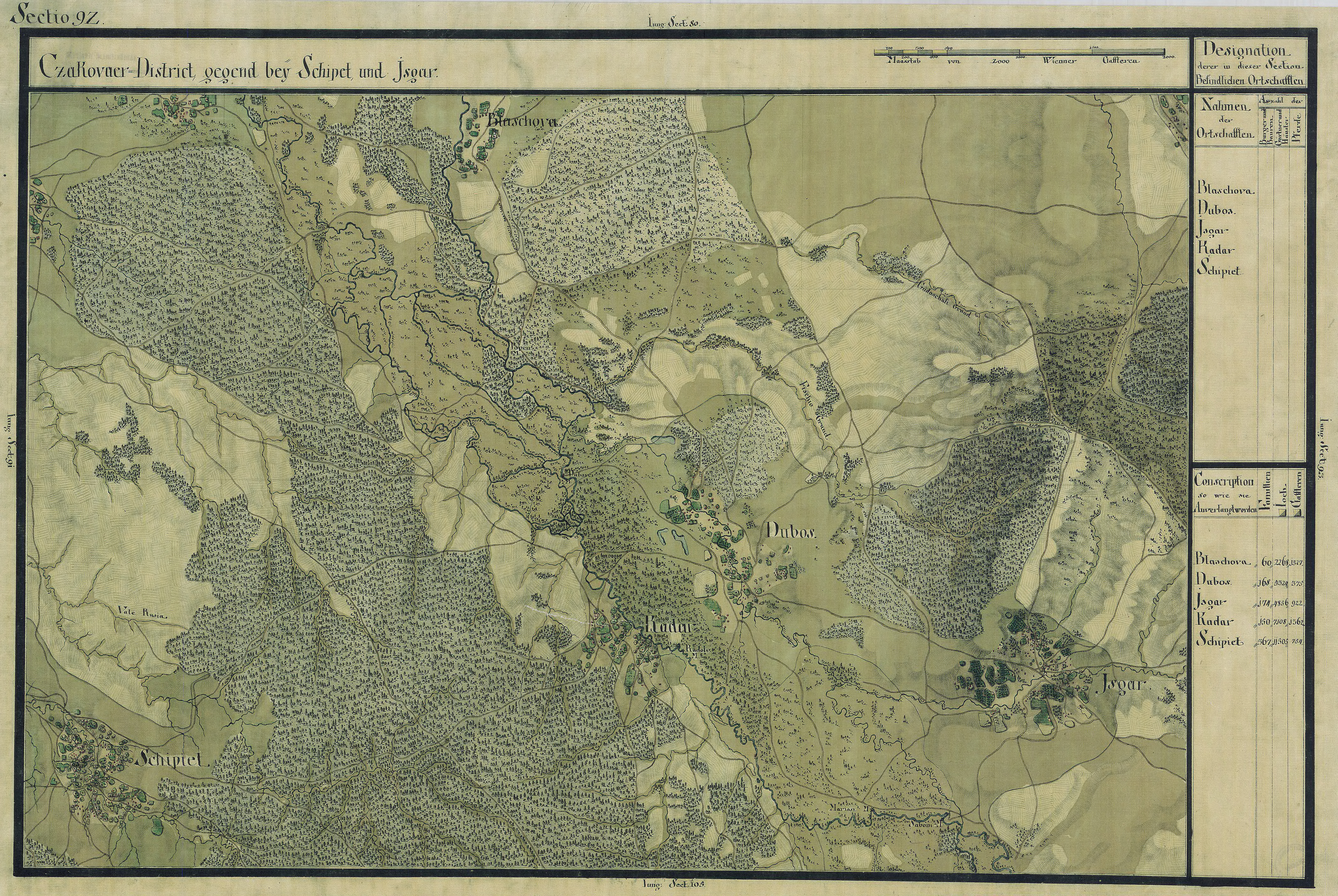
Blajova auf der Josephinischen Landaufnahme von 1717

Blajova (bis 1924 Blăjeni; deutsch Blaschova, ungarisch Balázsd auch Balázsfalva) ist ein Dorf im Kreis Timiș, Banat, Rumänien. Blajova gehört zur Gemeinde Nițchidorf.

## Geografische Lage
Blajova liegt im Südosten des Kreises Timiș, an der Kreisstraße (drum județean) DJ592A, sowie an der Kommunalstraße, die das Dorf mit dem Gemeindezentrum Nițchidorf verbindet.

## Nachbarorte
| Otveși | Chevereșu Mare                              | Vucova     |
| Berini | Kompassrose, die auf Nachbargemeinden zeigt | Nițchidorf |
| Cerna  | Tormac                                      | Cadar      |

## Geschichte
Blajova wurde 1410 erstmals urkundlich erwähnt. Im Laufe der Zeit gehörte das Gut verschiedenen Adelsfamilien, wie  etwa de Familie Danfy aus Duboz.
Auf der Josephinischen Landaufnahme von 1717 ist Blaschova mit 40 Häuser eingetragen. 
Nach dem Österreichisch-Ungarischen Ausgleich (1867) wurde das Banat dem Königreich Ungarn innerhalb der Doppelmonarchie Österreich-Ungarn angegliedert. Die amtliche Ortsbezeichnung war während der ungarischen Zeit Balázsd.
Der Vertrag von Trianon am 4. Juni 1920 hatte die Dreiteilung des Banats zur Folge, wodurch Blajova an das Königreich Rumänien fiel. Bis in die 1990er Jahre waren noch die Ruinen des Kastells von Graf Wettel in Blajova erhalten. Nach der Wende wurden diese jedoch abgetragen.

## Bevölkerungsentwicklung
| 1880 | 428 | 391 | 6  | 12 | 19 |
| 1910 | 509 | 456 | 22 | 15 | 16 |
| 1930 | 484 | 433 | 28 | 18 | 5  |
| 1977 | 298 | 294 | 4  | -  | -  |
| 2002 | 144 | 140 | ?  | ?  | ?  |